# Konsumentföreningen Bohuslän-Älvsborg
Konsumentföreningen Bohuslän-Älvsborg var en svensk konsumentförening 1990–2015.
Utöver konventionella kooperativa matbutiker ägde Konsum Bohuslän-Älvsborg även hälften av Nordby Supermarket som riktade in sig på den norska gränshandeln.
Konsum Bohuslän-Älvsborg bildades 1990 genom sammanslagning av Konsum Bohuslän-Dal och Konsum Trollhättan. Den senare hade sitt ursprung i Trollhättans Arbetareförening som grundades 1867. Konsum Bohuslän-Dal hade sitt ursprung i Konsumtionsföreningen Framtiden som grundats år 1906 i Uddevalla. Genom fusion 1962 blev den Konsumentföreningen Bohuslän och växte därefter ytterligare för att bli Konsumentföreningen Bohuslän-Dal år 1968.

## Historik

### Konsum Bohuslän
Konsumentföreningen Bohuslän bildades under 1962 av Konsumtionsföreningen Uddevalla med omnejd, Strömstads kooperativa handelsförening, Kungshamns konsumentförening, Smögens kooperativa handelsförening, Kooperativa handelsföreningen Trygg i Fisketången samt Kooperativa föreningen Strid i Heestrand. I mitten av 1962 räknades med att den sammanslagna föreningen skulle ha 65 butiker och 12500 medlemmar. Uddevalla blev den sammanslagna föreningens huvudort.
Kungshamns konsumentförening hade bildats 1958 jämte Konsumentföreningen Hunnebostrand m. o. och Kville konsumentförening. Dessa tre föreningar fusionerade under 1960. Dessutom hade Kungshamnsföreningen fusionerat med de äldre föreningarna Askums kooperativa handelsförening 1959 och Fjällbacka konsumtionsförening 1960.
Ett tillfälligt Domusvaruhus invigdes i Uddevalla den 4 april 1963. Ett mer permanent Domus byggdes 1967-1968 och invigdes i juni 1968 (se Gallionen).

### Konsum Bohuslän-Dal
Den 1 januari 1968 uppgick Konsum Norra Dal i Bengtsfors i föreningen. Namnet ändrades således till Konsum Bohuslän/Dal. Under 1968 valde även Brastads konsumentförening att gå upp i Bohuslänsföreningen.
I juni 1972 invigdes ett nytt Domus i Strömstad.
År 1974 uppgick Åmåls konsumtionsförening i Konsum Bohuslän-Dal. Efter fusionen med Åmålsföreningen hade Konsum Bohuslän-Dal 52 livsmedelsbutiker, fem varuhus och fyra restauranger.

### Konsum Bohuslän-Älvsborg
Konsumentföreningen Bohuslän-Älvsborg bildades år 1990 genom sammanslagning av Konsum Bohuslän-Dal och Konsum Trollhättan.
År 1992 valde Konsum Vänersborg att ansluta sig till Konsum Bohuslän-Älvsborg.
Den 1 oktober 2010 uppgick Mellersta Dals konsumtionsförening och dess två butiker i Mellerud och Åsensbruk i Konsumentföreningen Bohuslän-Älvsborg. Ett försök till en liknande fusion hade gjort 2004, men röstades då ned. Den 2 oktober 2011 tog man även över Kooperativa föreningen Klippan och dess butik på Bohus-Malmön.
Den 1 januari 2015 köpte föreningen 36 butiker från Coop Sverige. Försäljningen gällde Coops butiker i Skaraborg, Sjuhärad Göteborgsområdet. Senare under 2015 gick Konsum Bohuslän-Älvsborg ihop med medlemsföreningen Coop Medlem Väst (tidigare Konsumentföreningen Väst) för att bilda nya Coop Väst. Den sammanslagna föreningen hade 65 butiker och en dryg halv miljon medlemmar.